# Chrysolina wollastoni
Chrysolina wollastoni es un coleóptero de la familia Chrysomelidae.
Fue descrita científicamente en 1957 por Bechyné.